# 布萊克嶺
74°24′S 163°36′E / 74.400°S 163.600°E
布萊克嶺（英語：Black Ridge）是南極洲的山嶺，位於維多利亞地的斯科特海岸，屬於冷藏山脈的一部分，長13公里，海拔高度1,500米，由英國探險隊踏足和命名，現時由南極條約體系管理。